# Tetradeion crassum
Tetradeion crassum är en kräftdjursart som först beskrevs av Charles Chilton 1883.  Tetradeion crassum ingår i släktet Tetradeion och familjen Stegocephalidae. Inga underarter finns listade i Catalogue of Life.